# Chrzanowo (województwo pomorskie)
Chrzanowo (kaszb. Chrzanòwò) – wieś kaszubska w Polsce, położona w województwie pomorskim, w powiecie wejherowskim, w gminie Łęczyce na zachodnim skraju kompleksu leśnego Lasów Lęborskich.
| SIMC    | Nazwa      | Rodzaj  |
| ------- | ---------- | ------- |
| 0167183 | Witków     | osada   |
| 0167190 | Żurawiniec | kolonia |

Według danych na dzień 23 października 2019 roku wieś zamieszkuje 128 mieszkańców na powierzchni 6,86 km².
W latach 1975–1998 miejscowość administracyjnie należała do województwa gdańskiego.